# Awami Liga

Vlag

Awami Moslim Liga (AL) is een politieke partij in Bangladesh. Tot 1971 heette de partij de Oost-Pakistaanse Awami Moslim Liga. De partij werd in 1949 opgericht in het toenmalige Oost-Pakistan (= Bangladesh). De Awami Liga (AL) was het niet eens met de West-Pakistaanse (West-Pakistan: het huidige Pakistan) dominantie over Oost-Pakistan en de AL streefde naar meer autonomie. Secretaris-generaal van de AL werd de jonge sjeik Mujibur Rahman (1920-1975).
In de jaren zestig, toen de AL de grootste Oost-Pakistaanse partij was geworden - maar niettemin werd genegeerd door de West-Pakistaanse politici - werd zij radicaler en eiste de onafhankelijkheid van Oost-Pakistan.
Tijdens de onafhankelijkheidsoorlog in 1970 en 1971 nam de AL het voortouw in de strijd tegen het West-Pakistaanse leger. In maart 1971 werd de Volksrepubliek Bangladesh uitgeroepen met Mujibur Rahman als president (en tevens voorzitter van de AL). Na de West-Pakistaanse capitulatie (december 1971) domineerde de AL de politiek van Bangladesh. Toen Rahman in januari 1975 voor de tweede maal president werd, riep hij de Awami Liga uit tot enige politieke partij. Deze status behield de AL tot 1979, toen er een meerpartijenstelsel werd ingevoerd. Van 1971 tot 1977 en van 1996 tot 2001 en sinds 2009 was de AL de regeringspartij. Aan het hoofd van de laatste twee regeringen stond sjeik Hasina Wajed, de dochter van Mujibur Rahman.
Qua ideologie lijkt de AL sterk op de Indiase Congrespartij. Er bestond een persoonlijke vriendschap tussen Indira Gandhi, de premier van India voor de Congres Partij en president sjeik Mujibur Rahman van Bangladesh.
Ondanks de socialistische retoriek die de partij vanaf het begin gebruikte, is zij vooral (vanaf het begin) behoudzuchtig en leunt zij net als de Indiase Congres Partij vooral op de hogere klassen, middenklassen en de rijke boeren. (Hoewel er wel degelijk aanhang bestaat bij de lagere klassen.)